# Donja Srbica
Sërbicë e Poshtme en albanais et Donja Srbica en serbe latin (en serbe cyrillique : Доња Србица) est une localité du Kosovo située dans la commune/municipalité de Prizren et dans le district de Prizren/Prizren. Selon le recensement kosovar de 2011, elle compte 674 habitants.
Le village est également connu sous les noms albanais de Sërbica e Ultë et Serbicë.

## Démographie

### Évolution historique de la population dans la localité
| 1948 | 1953 | 1961 | 1971 | 1981 | 1991 | 2011 |
| ---- | ---- | ---- | ---- | ---- | ---- | ---- |
| 347  | 351  | 460  | 617  | 768  | 881  | 674  |

|  |

### Répartition de la population par nationalités (2011)
En 2011, les Albanais représentaient 89,02 % de la population et les Ashkalis 5,79 %.